# Janny Sikazwe
Janny Sikazwe, né le 26 mai 1979 à Kapiri Mposhi, est un arbitre de football zambien, qui officie entre 2001 et 2022.
Le 20 novembre 2018, il est suspendu provisoirement par le comité de discipline de la CAF à la suite de la demi-finale retour entre l'Espérance sportive de Tunis et le Clube Desportivo Primeiro de Agosto (4-2) jouée le 23 novembre 2018 après une erreur arbitrale en faveur du club tunisien. Il est accusé de corruption, mais nie ces accusations.
Lors de la Coupe d'Afrique des nations 2021, la 5e édition qu'il arbitre, il se fait remarquer pour avoir sifflé deux fois par erreur la fin du match Tunisie-Mali en phase de groupes à la 85e minute puis à la 90e minute, alors que le quatrième arbitre allait annoncer le temps additionnel,. Il explique quelques jours plus tard avoir subi un coup de chaud qui lui a fait perdre sa lucidité.
Il prend sa retraite à la fin de l’année 2022.

## Compétitions
Il officie dans des compétitions majeures dont : 
- CAN 2012 (1 match)
- CAN 2013 (1 match)
- CHAN 2014 (3 matchs)
- la finale aller de la Ligue des champions de la CAF 2014
- la finale aller de la Coupe de la confédération 2015
- CAN 2015 (2 matchs)
- CHAN 2016 (1 match)
- Coupe du monde des clubs de la FIFA 2016 (2 matchs dont la finale)
- CAN 2017 (finale)
- CHAN 2018
- Coupe du monde 2018
- CAN 2019
- CAN 2021
- Coupe du monde 2022